# Schizotetranychus oudemansi
Schizotetranychus oudemansi är en spindeldjursart som beskrevs av Reck 1948. Schizotetranychus oudemansi ingår i släktet Schizotetranychus och familjen Tetranychidae. Inga underarter finns listade i Catalogue of Life.